# Myiopagis parambae
El fiofío gris del Chocó (Myiopagis parambae), es una especie de ave paseriforme de la familia Tyrannidae perteneciente al género Myiopagis, anteriormente considerada un grupo de subespecies de Myiopagis caniceps. Es nativo del extremo oriental de América Central y del noroeste de América del Sur.

## Distribución y hábitat
Se distribuye desde el centro y este de Panamá hacia el sur, por la pendiente del Pacífico, por el oeste de Colombia, hasta el noroeste de Ecuador.
Esta especie es considerada poco común en su hábitat natural: el dosel y los bordes, raramente más bajo, de selvas húmedas a secas, en altitudes entre el nivel del mar y los 1000 m.

## Sistemática

### Descripción original
La especie M. parambae fue descrita originalmente por el ornitólogo austríaco Carl Eduard Hellmayr en el año 1904, bajo el nombre científico de: Serpophaga parambae. Su localidad tipo es: «Hacienda Paramba, 3500 pies [c. 1065 m], Imbabura, Ecuador.»

### Etimología
El nombre genérico femenino «Myiopagis» se compone de las palabras del griego «muia, muias» que significa ‘mosca’, y «pagis» que significa ‘atrapar’; y el nombre de la especie «parambae», se refiere a la localidad tipo, la Hacienda Paramba, en Imbabura, Ecuador.

### Taxonomía
La presente especie, junto a la subespecie M. caniceps absita, era tratada como conespecífica con  Myiopagis caniceps, pero fue separada como especie plena, con base en diferencias morfológicas y de vocalización; lo que fue seguido por las principales clasificaciones.
Las principales diferencias morfológicas apuntadas para justificar la separación son: la mancha de la corona blanca y no amarilla y el tamaño ligeramente menor pero el pico notablemente menor; el canto, un trinado con mucho menos notas, y todas la notas más espaciadas, pero particularmente las primeras dos o tres.

### Subespecies
Según las clasificaciones del Congreso Ornitológico Internacional (IOC) y Clements Checklist/eBird se reconocen dos subespecies, con su correspondiente distribución geográfica:
- Myiopagis parambae absita (Wetmore, 1963) - centro y este de Panamá (centro de  Colón, este de Darién).
- Myiopagis parambae parambae (Hellmayr, 1904) - región del Chocó del oeste de Colombia y noroeste de Ecuador (al sur hasta el suroeste de Pichincha).